# Marie-Thérèse Walter
Marie-Thérèse Walter (13 de julio de 1909 - 20 de octubre de 1977) fue una modelo francesa y amante de Pablo Picasso desde 1927 hasta aproximadamente 1935, además de ser la madre de su hija Maya Widmaier-Picasso. Su relación comenzó cuando ella tenía diecisiete años; en contraste con los 45 años de él, mientras estaba casado con su primera esposa, Olga Khokhlova. Terminó después de que Picasso pasara a su siguiente relación con la artista Dora Maar.
Walter es conocida como la «musa dorada» de Picasso e inspiró numerosas obras de arte y esculturas que él creó en su honor durante el tiempo que estuvieron juntos.